# Agrostis semibarbata
Agrostis semibarbata é uma espécie de gramínea do gênero Agrostis, pertencente à família Poaceae.